# Кубок європейських чемпіонів 1981—1982
У 1981/82 роках відбувся 27-й розіграш Кубка європейських чемпіонів, головного кубкового турніру Європи. Трофей вперше отримала «Астон Вілла», яка перемогла у фіналі «Баварію» (Мюнхен). Фінал запам'ятався блискучою грою молодого голкіпера переможців Найджела Спінка, який неодноразово рятував свої ворота.

## Попередній раунд
| Команда 1  | Заг. | Команда 2       | 1-й матч | 2-й матч |
| ---------- | ---- | --------------- | -------- | -------- |
| Сент-Етьєн | 1:3  | Динамо (Берлін) | 1:1      | 0:2      |

## Перший раунд
| Команда 1               | Заг. | Команда 2                     | 1-й матч | 2-й матч |
| ----------------------- | ---- | ----------------------------- | -------- | -------- |
| Аустрія (Відень)        | 3:2  | Партізані (Тирана)            | 3:1      | 0:1      |
| Динамо (Київ)           | 2:1  | Трабзонспор                   | 1:0      | 1:1      |
| Динамо (Берлін)         | 3:3  | Цюрих                         | 2:0      | 1:3      |
| Астон Вілла (Бірмінгем) | 7:0  | Валюр (Рейк'явік)             | 5:0      | 2:0      |
| Відзев (Лодзь)          | 2:6  | Андерлехт (Брюссель)          | 1:4      | 1:2      |
| Селтік (Глазго)         | 1:2  | Ювентус (Турин)               | 1:0      | 0:2      |
| Ференцварош (Будапешт)  | 3:5  | Банік (Острава)               | 3:2      | 0:3      |
| Хіберніанс (Паола)      | 2:10 | Црвена Звезда (Белград)       | 1:2      | 1:8      |
| Старт (Крістіансанн)    | 1:4  | АЗ (Алкмар)                   | 1:3      | 0:1      |
| ОПС (Оулу)              | 0:8  | Ліверпуль                     | 0:1      | 0:7      |
| ЦСКА (Софія)            | 1:0  | Реал Сосьєдад (Сан-Себастьян) | 1:0      | 0:0      |
| Прогрес Нідеркорн       | 1:5  | Гленторан (Белфаст)           | 1:1      | 0:4      |
| КБ (Копенгаген)         | 3:3  | Атлон Таун                    | 1:1      | 2:2      |
| Університатя (Крайова)  | 3:2  | Олімпіакос                    | 3:0      | 0:2      |
| Бенфіка (Лісабон)       | 4:0  | Омонія (Нікосія)              | 3:0      | 1:0      |
| Естер (Векше)           | 0:6  | Баварія (Мюнхен)              | 0:1      | 0:5      |

## Другий раунд
| Команда 1            | Заг. | Команда 2               | 1-й матч | 2-й матч |
| -------------------- | ---- | ----------------------- | -------- | -------- |
| Аустрія (Відень)     | 1:2  | Динамо (Київ)           | 0:1      | 1:1      |
| Динамо (Берлін)      | 2:2  | Астон Вілла (Бірмінгем) | 1:2      | 1:0      |
| Андерлехт (Брюссель) | 4:2  | Ювентус (Турин)         | 3:1      | 1:1      |
| Банік (Острава)      | 3:4  | Црвена Звезда (Белград) | 3:1      | 0:3      |
| АЗ (Алкмар)          | 4:5  | Ліверпуль               | 2:2      | 2:3      |
| ЦСКА (Софія)         | 3:2  | Гленторан (Белфаст)     | 2:0      | 1:2      |
| КБ (Копенгаген)      | 2:4  | Університатя (Крайова)  | 1:0      | 1:4      |
| Бенфіка (Лісабон)    | 1:4  | Баварія (Мюнхен)        | 0:0      | 1:4      |

## Чвертьфінали
| Команда 1              | Заг. | Команда 2               | 1-й матч | 2-й матч |
| ---------------------- | ---- | ----------------------- | -------- | -------- |
| Динамо (Київ)          | 0:2  | Астон Вілла (Бірмінгем) | 0:0      | 0:2      |
| Андерлехт (Брюссель)   | 6:2  | Црвена Звезда (Белград) | 2:0      | 4:2      |
| Ліверпуль              | 1:2  | ЦСКА (Софія)            | 1:0      | 0:2      |
| Університатя (Крайова) | 1:3  | Баварія (Мюнхен)        | 0:2      | 1:1      |

## Півфінали
| Команда 1               | Заг. | Команда 2            | 1-й матч | 2-й матч |
| ----------------------- | ---- | -------------------- | -------- | -------- |
| Астон Вілла (Бірмінгем) | 1:0  | Андерлехт (Брюссель) | 1:0      | 0:0      |
| ЦСКА (Софія)            | 4:7  | Баварія (Мюнхен)     | 4:3      | 0:4      |

## Фінал
| 26 травня 1982 |

| Астон Вілла | 1:0      | Баварія (Мюнхен) |
| ----------- | -------- | ---------------- |
| Віт 67'     | Протокол |                  |

| Феєноорд, Роттердам Глядачів: 46 000 Арбітр: Жорж Конрат |